# السامك (عمان)
السامك منطقة سكنية تقع في لواء ناعور، محافظة العاصمة في الأردن. تنتمي المنطقة لقضاء أم البساتين والذي يضم قرية السامك بالإضافة إلى :(أم البساتين، أم العساكر، أم الكندم، أم البرك، ماسوح). يقدر عدد سكان القرية بـ 3405 نسمة حسب إحصاءات عام 2015.

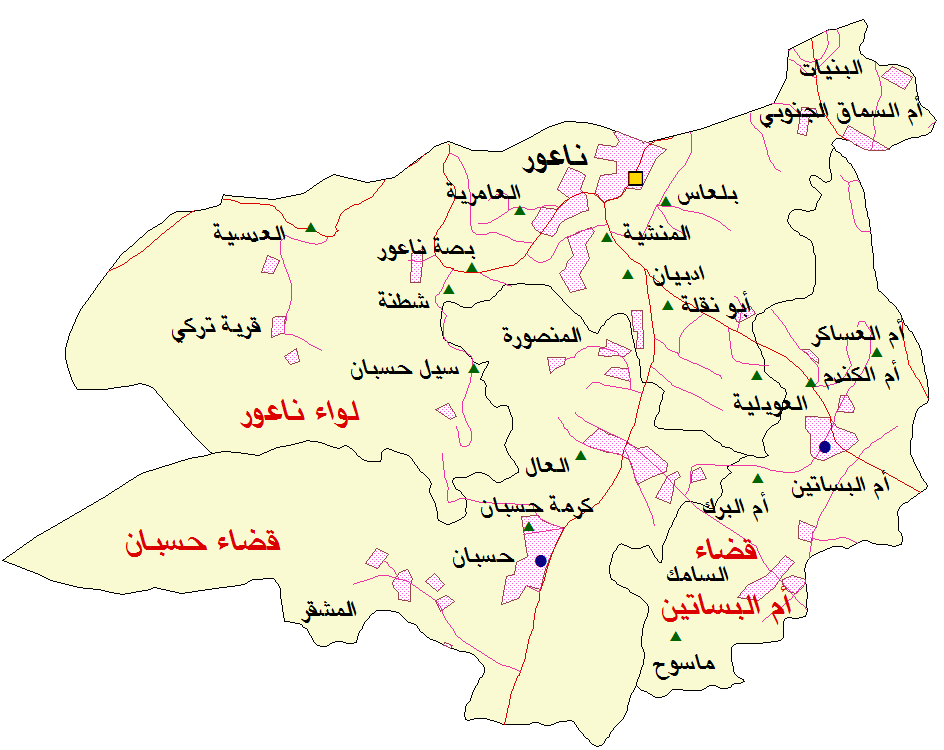
منطقة السامك

## الوصلات الخارجية
- دائرة الإحصاءات العامة